# Hyperepia
Hyperepia là một chi bướm đêm thuộc họ Noctuidae.

## Các loài
- Hyperepia jugifera (Dyar, 1920) (đồng nghĩa: Hyperepia pi Barnes & Lindsey, 1922)